# Cichociemni
Cichociemni, betyder ungefär De osynliga och tysta, var ett specialförband som tillhörde polska armén i väst under andra världskriget. Förbandet hade bildats i Storbritannien för att strida i det ockuperade Polen.
Sammanlagt 2 613 soldater ur den polska armén anmälde sig för utbildning under ledning av polska och brittiska medlemmar av Special Operations Executive. Emellertid avslutade endast 606 personer utbildningen; av dessa flögs 316 in över polskt territorium och hoppade i fallskärm. Den första luftbrooperationen ägde rum den 16 februari 1941. I slutet av december 1944 avslutade Cichociemni sin aktivitet, då Röda armén hade tagit kontroll över större delen av Polen.
Av de 316 Cichociemni-medlemmar som anlände till Polen dog 103, antingen i strid mot tyskar, mördade av Gestapo eller i flygkrascher. Nio medlemmar mördades av den kommunistiska säkerhetstjänsten efter kriget. 91 Cichociemni-medlemmar deltog i Warszawaupproret 1944.